# Vladímir el Valiente

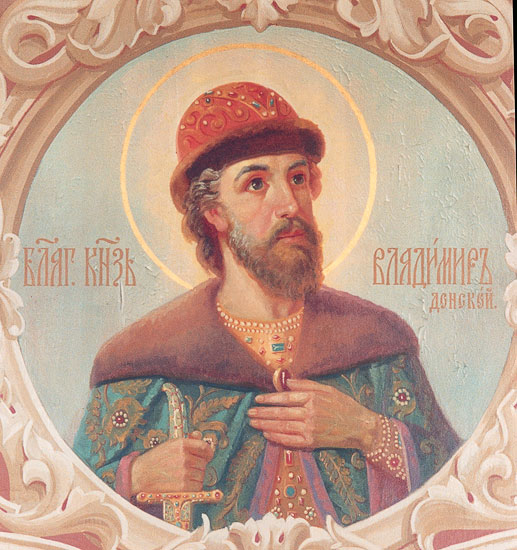
Fresco de Vladímir el Valiente en una de las catedrales de Sérpujov.

Vladímir Andréievich el Valiente (del ruso: Владимир Андреевич Храбрый) (15 de julio de 1353 – 1410) fue el príncipe más famoso de Sérpujov. Su apodo responde a las proezas militares llevadas a cabo en las guerras de su primo Dmitri Donskói de Moscú.
Nieto de Iván Kalitá, Vladímir heredó Sérpujov, Bórovsk y una tercera parte de Moscú de su hermano a los cinco años. Al ser un niño, al igual que su primo Dmitri, ambos príncipes tuvieron como tutor al Metropolitano Alexis, que arregló un tratado por el que Vladímir le juraba fidelidad a Dmitri.
Siendo fiel al tratado, Vladímir ayudó a Dmitri a luchar contra Tver (1375), Riazán (1385), los Hermanos Livonios de la Espada (1379), y la República de Nóvgorod (1392). Aunque contrajo matrimonio con una hija de Algirdas de Lituania en 1371, apoyó a Dmitri en su lucha contra los lituanos.
En 1374, con la intención de mejorar las defensas de su ciudad, Vladímir construyó el primer kremlin de roble de Sérpujov. En 1377, Vladímir saqueó las ciudades de Trubchevsk y Starodub, en Severia. En la gran batalla de Kulikovo (1380) Vladímir comandó la caballería, que fue una pieza clave de la victoria rusa. Cuando Toqtamish invadió Rusia dos años después, Vladímir le derrotó cerca de Volokolamsk.
No está clara la razón por la que Vladímir se enfrentó a su primo en 1388. Aunque hicieron las paces ese mismo año, Vladímir se vio obligado a abandonar Sérpujov y trasladarse a Torzhok tras la muerte de Dmitri y el entronamiento de su hijo Basilio I. Un año después, volvió a Sérpujov, concluyendo un tratado con Basilio, por el que obtenía como infantazgo las ciudades de Volokolamsk y Rzhev. Posteriormente cambió estas ciudades por Gorodéts, Úglich, y Kozelsk, perdiendo sus derechos sobre Múrom y Tarusa. 
La última campaña militar de Vladímir fue para defender Moscú contra la horda de Edigu en 1408. Murió dos años después y fue enterrado en la Catedral del Arcángel. Sus siete hijos continuaron el linaje de príncipes en Sérpujov hasta 1456. Su nieta María de Bórovsk se casó con Basilio II, y fue madre de Iván el Grande, quien expulsó a los últimos príncipes de Sérpujov al Gran Ducado de Lituania. El último de los descendientes por línea masculina murió en 1521.